# Piper costatum
Piper costatum är en pepparväxtart som beskrevs av C. Dc.. Piper costatum ingår i släktet Piper och familjen pepparväxter. Inga underarter finns listade i Catalogue of Life.